# Bullinamingvase
Bullinamingvase è il nono album di Roy Harper. Negli Stati Uniti è stato pubblicato con il titolo One Of Those Days In England.

## Storia
Questo è uno degli album più brillanti di Harper, caratterizzato da una ricca miscela di musicisti e strumenti. Testi molto validi, insieme ad uno stile musicale omogeneo, fanno di questo lavoro uno dei migliori dell'artista.
Uno dei punti di forza dell'album è costituito dal lungo brano, 19 minuti, "One Of Those Days In England (Parts 2–10)". Esso si compone di vari movimenti, e rappresenta un insieme di reminiscenze personali e culturali. Harper canta della "Britannia e di tutti coloro che vi hanno navigato, in special modo di coloro con una forte eredità culturale legata ad Albione..."
Originariamente nell'album era incluso il brano "Watford Gap" che contiene frasi in qualche modo sprezzanti, come:
In seguito a proteste e pressioni il brano fu escluso della edizione ufficiale. Harper fu costretto a rimpiazzare la traccia con "Breakfast With You", una canzone che lo stesso Harper definisce insignificante.
Con la ristampa di Bullinamingvase, Harvest Records incluse un singolo promozionale (SPSR 407). Esso include le tracce:
1. Lato A – "Referendum (Legend)" / "Another Day" (Live Version)
2. Lato B – "Tom Tiddler's Ground"

Un'altra edizione promozionale (SPSR 408), contiene le tracce:
1. Lato A – "One Of Those Days In England" / "Watford Gap"
2. Lato B – "Naked Flame" / (Extract from One Of Those Days In England) – "Mrs Space"

"Watford Gap" fu nuovamente inclusa nella riedizione in CD del 1996, mentre "Breakfast With You" compariva come ultima traccia dello stesso.

## Tracce

### Lato A
1. One Of Those Days In England – 3:25
2. These Last Days – 4:26
3. Cherishing the Lonesome – 5:54
4. Naked Flame – 5:06
5. Watford Gap – 3:22

### Lato B
1. One Of Those Days In England (Parts 2-10) – 19:27

## Ristampa Harvest 1977

### Lato A
1. "One Of Those Days In England" – 3:25
2. "These Last Days" – 4:26
3. "Cherishing the Lonesome" – 5:54
4. "Naked Flame" – 5:06
5. "Breakfast With You" – 2:42

### Lato B
1. "One Of Those Days In England (Parts 2–10)" – 19:27

### Riedizione CD del 1996
1. "One Of Those Days In England" – 3:25
2. "These Last Days" – 4:26
3. "Cherishing the Lonesome" – 5:54
4. "Naked Flame" – 5:06
5. "Watford Gap"  – 3:22
6. "One Of Those Days In England (Parts 2–10)" – 19:27
7. "Breakfast With You" – 2:42

## Singoli
Dall'album sono stati tratti due singoli, entrambi pubblicati dalla Harvest Records.

### Marzo 1977 (HAR 5120)
- Lato A. "One Of Those Days In England"
- Lato B. "Watford Gap"

### Novembre 1977 (HAR 5140)
- Lato A. "Sail Away"
- Lato B. "Cherishing The Lonesome"

## Formazione
- Roy Harper – voce e chitarra
- Steve Broughton
- Dave Cochran
- B.J. Cole
- Herbie Flowers
- John Halsey
- Percy Jones
- Skaila Kanga
- Ronnie Lane
- David Lawson
- Alvin Lee
- Linda McCartney
- Paul McCartney
- Jimmy McCulloch
- Henry McCullough
- Max Middleton
- Dave Plowman
- Andy Roberts
- The Vauld Symphony Orchestra